# 逢瀬橋
逢瀬橋（おうせばし）は、福島県郡山市にある道路橋である。当項では旧道橋にあたる安積橋についても記す。

## 逢瀬橋

### 概要
- 全長：42 m
  - 主径間：13.5 m
- 幅員：14.6 m
- 形式：3径間PCプレテン桁橋
- 竣工：1960年[1]

郡山市中心市街地北側にて一級水系阿武隈川水系逢瀬川を渡り、福島県道296号荒井郡山線を通す。橋上は上り（北行）1車線、下り（南行）2車線の対向3車線で供用されており、上下両側に歩道が設置されている。北詰は富久山町久保田字梅田に、南詰は大町二丁目、若葉町に位置する。南詰は堤防上の市道との十字路である信号交差点がある。国道4号二次改築による新道付替えに伴い建設された。

### 沿革
- 1960年 - 国道4号の橋として竣工する。
- 2016年4月1日 - 国道4号のルートがあさか野バイパスへ一本化されるのに伴い当路線の管理が国土交通省から福島県へ移管され、県道橋となる。
- 2022年6月21日 - 県道荒井郡山線のバイパスとして建設された東部幹線延伸区間の開通により県道終点およびルートが変更となり、当橋梁を含むルートの上下方向が逆となる。

### 周辺
- 福島交通大町二丁目バス停

### 隣の橋
- 逢瀬川

（上流）咲田橋 - 大窪橋 - 逢瀬橋 - 相生橋 - 安積橋（下流）

## 安積橋

### 概要
- 全長：54.1 m
- 幅員：13.3 m
- 形式：5径間桁橋
- 竣工：1957年[2]

安積橋の下流側にある旧道橋であり、現在は福島県道355号須賀川二本松線を通す。橋上は上下対向2車線、上り（南行）右折車線の計3車線で供用され、上下両側に歩道が設置されている。南詰は大町二丁目に、北詰は富久山町久保田字梅田に位置する。南詰は福島県道57号郡山大越線との十字路である信号交差点がある。現在の橋は1957年に国道4号の橋梁として架け替えられたもので、南側の大町の旧町名である大重町より大重橋とも呼ばれていた。

### 沿革
- 1957年5月13日 - 国道4号の橋梁として現在の橋梁が竣工する。
- 1960年 - 国道4号新道の開通により当路線の管理が建設省から福島県へ移管され、県道橋となる。

### 周辺
- 福島日産自動車郡山大町店

### 隣の橋
- 逢瀬川

（上流）逢瀬橋 - 相生橋 - 安積橋 - JR磐越西線逢瀬川橋梁 - JR東北新幹線逢瀬川橋梁（下流）